# Baron Haldon

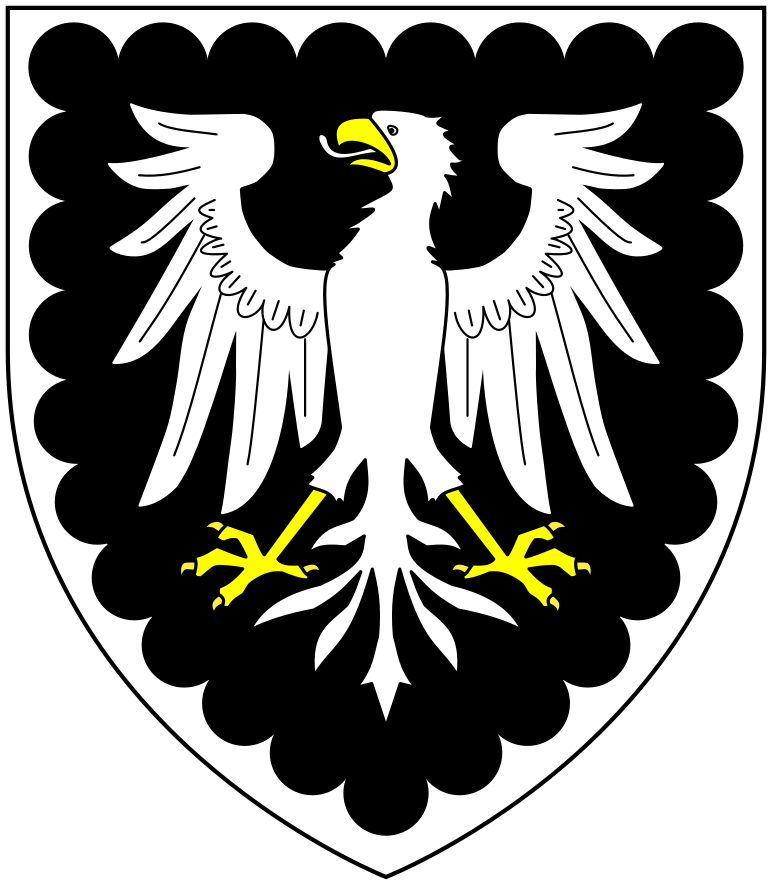
Wappen der Barons Haldon

Baron Haldon, of Haldon in the County of Devon, war ein erblicher britischer Adelstitel in der Peerage of the United Kingdom.

## Geschichte des Titels
Der Titel wurde am 29. Mai 1880 für den konservativen Politiker Sir Lawrence Palk, 4. Baronet, geschaffen. Bereits 1860 hatte er von seinem Vater den fortan nachgeordneten Titel Baronet, of Haldon House in the Parish of Haldon in the County of Devon, geerbt, der am 19. Juni 1772 in der Baronetage of Great Britain seinem Urgroßvater Robert Palk verliehen worden war.
Beim Tod seines kinderlosen jüngsten Sohnes, des 5. Barons, erlosch die Baronie am 11. Januar 1939. Die Baronetcy fiel indessen an dessen Cousin zweiten Grades als 9. Baronet und erlosch schließlich bei dessen kinderlosem Tod am 27. Oktober 1945.

## Liste der Titelinhaber

### Palk Baronets, of Haldon House (1782)
- Sir Robert Palk, 1. Baronet (1717–1798)
- Sir Lawrence Palk, 2. Baronet (um 1766–1813)
- Sir Lawrence Palk, 3. Baronet (1793–1860)
- Sir Lawrence Palk, 4. Baronet (1818–1883) (1880 zum Baron Haldon erhoben)

### Barons Haldon (1880)
- Lawrence Palk, 1. Baron Haldon (1818–1883)
- Lawrence Palk, 2. Baron Haldon (1846–1903)
- Lawrence Palk, 3. Baron Haldon (1869–1933)
- Lawrence Palk, 4. Baron Haldon (1896–1938)
- Edward Palk, 5. Baron Haldon (1854–1939)

### Palk Baronets, of Haldon House (1782), Fortsetzung
- Sir Wilmot Palk, 9. Baronet (1876–1945)